# Ісламхан Бауржан Єрбосинович
Бауржан Ісламхан (каз. Бауыржан Исламхан, нар. 23 лютого 1993, Тараз) — казахський футболіст, півзахисник клубу «Кайрат» і національної збірної Казахстану.

## Клубна кар'єра
У дорослому футболі дебютував 2011 року виступами за команду клубу «Тараз», в якій провів один сезон, взявши участь у 50 матчах чемпіонату. Більшість часу, проведеного у складі «Тараза», був основним гравцем команди.
Своєю грою за цю команду привернув увагу представників тренерського штабу клубу «Кубань», до складу якого приєднався 2012 року на умовах трирічного контракту. Утім у новому клубі грав виключно за команду дублерів і, не провівши у чемпіонаті жодної гри за краснодарський клуб, 2013 року повернувся на батьківщину, приєднавшись на умовах оренди до «Астани».
2014 року контракт гравця викупив інший казахстанський клуб «Кайрат».

## Виступи за збірні
У 2011 році провів одну гру в складі юнацької збірної Казахстану. Протягом 2011–2015 років залучався до складу молодіжної збірної Казахстану. На молодіжному рівні зіграв у 21 офіційному матчі, забив 4 голи.
У 2012 році дебютував в офіційних матчах у складі національної збірної Казахстану. Наразі провів у формі головної команди країни 21 матч, забивши 2 голи.

## Титули і досягнення
- Володар Кубка Казахстану (4):

«Кайрат»: 2014, 2015, 2017, 2018
- Володар Суперкубка Казахстану (2):

«Кайрат»: 2016, 2017
- Чемпіон Казахстану (1):

«Ордабаси»: 2023